# Ulica Wadowicka w Krakowie
Ulica Wadowicka – ulica w Krakowie na terenie dzielnicy XIII Podgórze. Jej całkowita długość wynosi ok. 800 metrów.

## Historia
Ulica stanowi część historycznego, istniejącego od średniowiecza traktu na Orawę i Węgry. W obecnym kształcie wytyczona w latach 1787–1788 w związku z lokacją Podgórza, pozostając jednak poza jego granicami. Nazywano ją wówczas traktem izdebnickim, a następnie gościńcem wiedeńskim. Od Podgórza odgradzała ją Brama Wiedeńska, stanowiąca część fortyfikacji powstałych w latach 1856–1859.
Obecna nazwa wymieniona została ok. 1880 w formie ulica Wadowska.

## Przebieg
Swój bieg rozpoczyna na Rondzie Antoniego Matecznego. Kończy się na skrzyżowaniu ulic Jana Brożka, Józefa Tischnera i Zakopiańskiej.
Na końcu ulicy znajduje się pętla tramwajowa „Łagiewniki” należąca do MPK Kraków oraz pętla autobusowa „Łagiewniki” również należąca do MPK Kraków. Na początku ulicy z lewej strony znajduje się Ogród Chwastowy. Pod numerem 3 znajduje się kompleks trzech budynków biurowych „Wadowicka 3”. W środku ulicy po lewej strony znajduje się biurowiec Buma Square. Na końcu ulicy z prawej strony znajduje się zajezdnia tramwajowa Podgórze.

### Komunikacja miejska
W ciągu ulicy znajdują się następujące przystanki autobusowe i przystanki tramwajowe należące do MPK Kraków:
- Rondo Matecznego, czyli przystanek tramwajowy prowadzący w kierunku centrum, który znajduje się na początku ulicy[3].
- Rzemieślnicza, czyli para przystanków autobusowych i para przystanków tramwajowych, które znajdują się w połowie przebiegu ulicy. Zatrzymują się na nim linie tramwajowe 8, 10, 19 i 17[8] oraz nocna linia autobusowa 608.
- Łagiewniki, czyli przystanek autobusowy i przystanki tramwajowe, które znajdują się na końcu ulicy. Zatrzymują się na nich linie tramwajowe 8, 10, 19 i 17[8] oraz nocna linia autobusowa 608.